# Lientur
Lientur (del mapuche: Lientur ‘'churrete plateado'’), apodado El Duende por los españoles  fue un toqui, o jefe militar supremo del pueblo mapuche (de 1621 a 1629), que luchó en la Guerra de Arauco. Su mayor victoria fue la Batalla de las Cangrejeras en 1629. Su actividad bélica concluyó cuando llevó a que los españoles firmaran paces temporales con la nación mapuche en el Parlamento de Quillín.

## Huida de los españoles
Los españoles lo consideraron un "indio amigo" o sometido hasta el año 1621, cuando abandonó con 60 hombres y 130 mujeres la zona de reducción que le había sido asignada; el Fuerte Partinguas en las cercanías de Rere. 
Según la crónica de Alonso González de Nájera, Lientur después explicaría su huida en los siguientes términos:

Dexe mis tierras porque tus Españoles me forzaban mis mujeres, y me robaban mis comidas, y por no ver semexantes sinrazones me retiré a las montañas, a morir siendo de guerra, por no morir en mala paz.
Lientur

La huida de Lientur fue considerada como un suceso muy preocupante por los jefes militares españoles, que la comunicaron de inmediato al gobernador Cristóbal de la Cerda, pidiéndole que se apersonase en la frontera ante la inminencia de que el líder mapuche organizara un levantamiento.

## Primeras acciones
Lientur comenzó por organizar continuos malones:

..miraba las cosas con mucho ardor. Por sí i por otros animosos capitanes, hacia con frecuencia poderosas irrupciones en las estancias de los españoles, sin que jamas se lograsen darle alcance. Unas veces pasaba i repasaba el Biobio, i en otras ocasiones se dejaba ver por los boquetes de la cordillera. Tenia desbastadas las estancias, i era ya tan peligroso residir en ellas, que sus dueños se vieron en la dura necesidad de abandonarlas.
Vicente Carvallo y Goyeneche

### La Imperial
Con el tiempo Lientur se transformó en un renombrado caudillo. A fines de 1627 penetró hasta La Imperial una columna de 300 españoles y 400 yanaconas mandados por el sargento mayor Juan Fernández Rebolledo. Esta división obtuvo notables éxitos iniciales, rescatando a varios españoles cautivos, apresando a numerosos indígenas, destruyendo ranchos y sembrados. Pero una noche un numeroso ejército capitaneado por Lientur puso en fuga a los hombres de Fernández, matando a 28 españoles. 

### Nacimiento
En la madrugada del 6 de febrero de 1628, Lientur y sus tropas atacaron el fuerte de Nacimiento. El capitán Pablo de Junco, al mando de cuarenta soldados españoles, debió abandonar la fortaleza y parapetarse en un cubo, mientras Nacimiento era incendiado. La resistencia de los defensores era desesperada, pero el auxilio inesperado del gobernador, Luis Fernández de Córdoba y Arce, que se hallaba a poca distancia, salvó a De Junco de una derrota inevitable. Lientur debió entonces abandonar la acción, llevándose consigo dos pequeños cañones de bronce, todas las armas, ropas y demás cosas que pudieron rescatar del incendio. Los mapuches perdieron cerca de 200 guerreros, víctimas de los arcabuces y mosquetes de los defensores parapetados.
Hoy en día, existe una calle que lleva el nombre del toqui, ubicada en la población Las Lomas de San Francisco en Nacimiento.

## Las Cangrejeras
En los primeros días de abril de 1629, en un lugar llamado Las Cangrejeras, junto a un estero cerca de Yumbel, Lientur y sus tropas se toparon con las de Juan Fernández Rebolledo, quien llevaba un mes en su encuentro. El avistamiento se produjo en medio de un temporal de viento y lluvia, por lo que Lientur aprovechó la ventaja táctica que suponía que las cuerdas de los arcabuces españoles no encenderían bajo la lluvia. Entonces se libró un combate exclusivamente con armas blancas que duró media hora, apostándose en pinza con la infantería al medio y la caballería en los flancos. Setenta españoles quedaron muertos y los 36 restantes prisioneros.

## Parlamento de Quilín
El Parlamento de Quilín fue una reunión realizada el 6 de enero de 1641, de la que emanó el primer tratado de paz acordado entre el pueblo mapuche y los españoles, después de casi un siglo de lucha en la guerra de Arauco. Los principales asistentes fueron el toqui Lientur por la parte mapuche y el gobernador de Chile Francisco López de Zúñiga por la española. Los acuerdos principales reconocían la libertad y territorio para los mapuches a cambio de la liberación de cautivos españoles y la entrada de misioneros predicando el cristianismo en tierras mapuches.